# Hipervándor
A Hipervándor (eredeti cím: Jumper) egy 2008-as amerikai sci-fi film Doug Liman rendezésében, Steven Gould 1992-ben megjelent könyve alapján. A főbb szerepekben Hayden Christensen, Samuel L. Jackson, Jamie Bell, Rachel Bilson és Diane Lane láthatók.
Bemutatója Észak-Amerikában 2008. február 14-én, Valentin napon volt, Magyarországon 2008. március 6-án került a mozikba.

## Cselekmény
A serdülőkorú David Rice apjával él, anyja szó nélkül elhagyta a családot, mikor ötéves volt. David egy napon egy baleset következtében felfedezi, hogy képes a teleportációra. E képesség birtokában már nincs lehetetlen számára: otthagyja részeges apját, s útnak indul, hogy lássa a világot. Évek telnek el, s David számos helyet őriz emlékezetében, ahová vissza-visszatér, ha úgy tartja kedve. Az anyagi fedezet is megvan rá, nem éppen tisztességes forrásból. Az egyik gyanús körülmények között kifosztott banknál megjelenik egy szürke hajú, fekete férfi, aki nagyon jól tudja, hogyan követték el a bűncselekményt. Cox rövidesen rá is akad a gondtalan életet élő Davidre, így a fiatalembernek menekülnie kell; Cox a hipervándorok elpusztítására szövetkezett Paladinok tagja, akik úgy vélik, az egyedül Isten kiváltsága, hogy egyszerre ott lehessen mindenütt, s minden vándor előbb-utóbb rossz útra tér. David kis híján a speciális eszközökkel felszerelt Paladin csapdájába esik, de sikerül meglépnie.
Hazatér, ahol felkeresi egykori barátját, aki iránt már kisgyerekként is gyengéd érzelmeket táplált. Millie-vel Rómába repül, azonban ott is rátalálnak. A megütközés után David megismerkedik Griffinnel, aki szintén képes a vándorlásra, s évek óta igyekszik végezni a Paladinokkal. Követi őt sivatagi búvóhelyére, amit Griffin nem vesz jó néven. David visszamegy az olasz fővárosba, ám a rendőrség őrizetbe veszi, amiért zárás után lépett be a Colosseumba. A rendőrségen megjelenik anyja, Mary, akit 18 éve nem látott, s figyelmezteti, hogy a Paladinok már úton vannak. David elsiet, s a mit sem sejtő Millie-t egyedül ülteti fel a gépre. Nehezen bár, de sikerül meggyőznie Griffint, hogy összefogjanak, s együtt szálljanak szembe Coxszal. Később a detroiti reptérre teleportál, hogy fogadja Millie-t, azonban a gép korábban szállt le. David azonnal a lány lakására megy, s felfedi előtte képességét. Egy pillanattal a Paladinok érkezése előtt Griffin búvóhelyére vándorol, ahová magával viszi barátnőjét is. Griffin felháborodva fogadja a jövevényt, s közli Daviddel, hogy a Paladinok egy eszközzel képesek a vándorok által pár másodpercig hátrahagyott hiperkapun keresztüljönni. Cox fel is tűnik embereivel, ám a felkészült Griffin majdnem mindegyikükkel végez. David a harc hevében Griffin rajzai között felfedezni véli anyját is. Griffin megszerzi a Paladinok gépét, s visszaküldi Coxot Millie lakásába, aki azonban a lányt is magával ragadja. Griffin arra készül, hogy bombával egyszer s mindenkorra véget vet a háborúnak, azonban David szembeszegül vele, mert nem akarja, hogy Millie-nek baja essen. Ideiglenesen félreteszi az útból vándortársát, s bár tudja, hogy csapdába siet, követi Coxot és Millie-t. Ahogy az várható volt, a Paladinok elkapják, ám hatalmas erőkifejtés árán Davidnek sikerül a vándorlás; a teljes szobával együtt a helyi könyvtárban landol, majd Coxot a Grand Canyon sziklás vidékének egy barlangjába viszi, s élete megkímélésével bizonyítja, hogy nem minden vándor válik rosszá. David visszatér Millie-hez.
Valamikor később David rátalál anyja tartózkodási helyére, s meglátogatja. Kiderül, Mary a Paladinok egyike, s ezért hagyta ott fiát, mikor rájött, hogy képes a vándorlásra.

## Szereplők
| Szerep                                                                                        | Színész            | Magyar hang       | Magyar hang        |
| Szerep                                                                                        | Színész            | 1. szinkron       | 2. szinkron        |
| --------------------------------------------------------------------------------------------- | ------------------ | ----------------- | ------------------ |
| David Rice, egy fiatalember, aki rájön „vándorlási”, avagy teleportálási képességére          | Hayden Christensen | Moser Károly      | Moser Károly       |
| David Rice fiatalon                                                                           | Max Thieriot       | Kováts Dániel     | Czető Roland       |
| Millie Harris, David gyerekkori barátja és érdeklődésének tárgya, aki később a barátnője lesz | Rachel Bilson      | Dögei Éva         | Roatis Andrea      |
| Millie Harris fiatalon                                                                        | AnnaSophia Robb    | Czető Zsanett     |                    |
| Roland Cox, a vándorok kiirtására felesküdött Paladinok vezetője                              | Samuel L. Jackson  | Vass Gábor        | Vass Gábor         |
| Griffin, szintén egy vándorlási képességgel megáldott fiatalember                             | Jamie Bell         | Markovics Tamás   | Markovics Tamás    |
| Mary Rice, David anyja, aki elhagyta családját, mikor fia ötéves volt                         | Diane Lane         | Vándor Éva        | Kisfalvi Krisztina |
| Mark Kobold, David gyerekkori zaklatója                                                       | Teddy Dunn         | Janicsek Péter    | Vári Attila        |
| Mark Kobold fiatalon                                                                          | Jesse James        | Jelinek Márk      | Baráth István      |
| William Rice, David apja                                                                      | Michael Rooker     | Balázsi Gyula     | Gesztesi Károly    |
| Sophie, David féltestvére                                                                     | Kristen Stewart    | Nádorfi Krisztina |                    |
| Mr. Bowker                                                                                    | Tom Hulce          | Fehér Péter       |                    |
| Ellen                                                                                         | Barbara Garrick    | Fodor Kata        |                    |

## Háttér
2005 novemberében a New Regency Productions felkérte Doug Liman rendezőt Steven Gould Jumper című tudományos-fantasztikus regényének filmre adaptálására, s Jim Uhlst a David S. Goyer által jegyzett forgatókönyv átírására. A készítő stúdió egyúttal bejelentette, hogy trilógiát tervez a forrásanyag alapján. 2006 áprilisában a főszerepre Tom Sturridge-t választották ki, továbbá leszerződött Teresa Palmer és Jamie Bell is. Júliusban Samuel L. Jackson csatlakozott mint egy NSA-ügynök, Simon Kinberg pedig újraírta Goyer eredeti szkriptvázlatát. Forgatás helyszínek gyanánt Tokiót, Rómát, Torontót és New Yorkot jelölték meg. Augusztusban, csupán két héttel a felvételek kezdete előtt Sturridge-t felváltotta Hayden Christensen, mivel a stúdió szerette volna, ha az ifjú sztártrióban szerepet kap egy „prominensebb színész” is. A rapper Eminem neve is szóba került a szerepre.
2006 szeptemberében a Hipervándor forgatása az ontariói Peterborough-ban zajlottak, különböző helyszíneken. Októberben Teresa Palmer helyére is más került Rachel Bilson személyében. Decemberben Liman tárgyalásokba kezdett a Római Filmbizottsággal egy kivételes, három napos engedélyért a Colosseumban való forgatásra. Ezt a jelenetet eredetileg a római Pantheonra írták, ahol végül a belső jeleneteket rögzítették. A stábnak kikötötték, hogy a Colosseumban felszerelésüket nem helyezhetik a földre, s a természetes napfényre kell hagyatkozniuk a világításnál. A római felvételek befejeztével a torontói helyszínek kerültek sorra, 2006 decembere és 2007. január 19. között, majd a stáb Tokióba utazott.
Torontóban 2007. január 26-án egy stábtag, a díszletekért felelős részlegnél dolgozó, 56 éves David Ritchie végzetes balesetet szenvedett, mikor egy külső díszletet bontott le fagyos időben. Egy másik munkás is megsérült, s súlyos fej- és vállsérülésekkel került kórházba. Doug Liman rendező ragaszkodott hozzá, hogy Hayden Christensen maga végezze el kaszkadőrjeleneteit, s ennek következtében a színész megsérült a karján, a fülén, illetve kórházi kezelést igénylő pupillatágulása keletkezett.
2007 februárjában a Michigan állambeli Ann Arborban található Gallup Park szolgált a forgatás helyszínéül. Hatvan tanuló állt be statisztálni a közeli Huron High Schoolból. Mivel később további felvételek voltak szükségesek, szeptemberben egy húsz diákot megmozgató forgatási napra került sor ugyanitt.
A Hipervándor sztoribordjain hat művész dolgozott, mindegyikük különálló akciójeleneten, s pontosan meghatározott utasításokat kaptak a filmben használatos teleportáció szabályairól. Egyikük így nyilatkozott az instrukciókról: „Azon gondolkoztam, 'Hogy harcolhat egy olyan srác, aki képes a teleportálásra?' Úgyhogy tényleg nagyon sok erőfeszítést kívánt az újszerű, laza, lélegzetelállító módszerek kiötlése, amiket ezek a szereplők alkalmazni tudnak.”

## Fogadtatás
A filmmel kapcsolatban a kritikusok túlnyomó részt negatív véleményüknek adtak hangot. A jelentősebb újságírók írásait összesítő Rotten Tomatoes oldalán csupán 16%-ban olvasható kedvező visszajelzés. A konszenzus szerint a Hipervándor „Egy döcögős akciómozi kevés koherenciával és halovány speciális effektusokkal”.

### Box office
A filmet 2008. február 14-én, a szokásos pénteki nap helyett csütörtökön mutatták be az Amerikai Egyesült Államokban és Kanadában, annak reményében, hogy kamatoztatni tudják a Valentin napban rejlő lehetőségeket. A Hipervándor a toplista élén nyitott, péntek és vasárnap között 27,4 millió dollárt gyűjtött, s hétfőn, az USA-ban munkaszüneti napnak számító President's Day alkalmával már 34 millió dolláron áll bevétele. A második hetében harmadik helyre, a debütáló Nyolc tanú és a szintén második hétvégéjét jegyző A Spiderwick-krónikák mögé csúszott. Júliusra már több mint 80 millió dollárt keresett.
A nemzetközi piacon kiemelkedő sikereket ért el a film. Két hétig a legnézettebb produkció volt Észak-Amerikán kívül. Számos nagy piacon, így Ausztráliában, Brazíliában, Dél-Koreában, az Egyesült Királyságban, Németországban, Mexikóban, Oroszországban és Spanyolországban is első helyen startolt, de Magyarország is beállt a sorba. Szintén nagy érdeklődés mutatkozott iránta Franciaországban és Japánban is, ahol helyi sikerfilmek tartották távol a dobogó legfelső fokától. A Hipervándor végül 142 millió dollárnak megfelelő összeget ért el Észak-Amerikán kívül, így bevétele világviszonylatban meghaladja a 200 milliót.

## Képregény
Az Oni Press jelentette meg a Jumper: Jumpscars (magyarul annyit tesz, Hipervándor: Hiperkapuk) címet viselő képregényalbumot, ami a filmmel kapcsolatos háttértörténeteket vázol fel. Ez a kiadvány a film bemutatóját megelőző napon, 2008. február 13-án vált elérhetővé. Az Oni Press kiadója így kommentálta a kapcsolt terméket: „A világ, amit e szereplők köré oly jól felépítettek, és a mitológiája annyira érdekfeszítő, hogy a további történetek ezen konfliktusról gazdagon hozzátesznek ahhoz, amit a filmkészítők megalkottak.” Az albumot Nunzio DeFilippis és Christina Weir írta, az illusztrációk pedig Brian Hurtt munkái.

## Videójáték
A Jumper: Griffin's Story címet viselő videójáték Xbox 360, PlayStation 2 és Wii konzolokon jelent meg. A történet a Griffin nevű szereplőre összpontosít, amint szülei halálát igyekszik megbosszulni. Nicholas Longano a játékot forgalmazó Brash Entertainmenttől így vélekedik: „Már a legelső forgatókönyvvázlattól tudtuk, hogy ezt a filmet érdemes videójátékká dolgozni. A teleportációs elemek igencsak izgalmas játékmenettel kecsegtetnek.” A játék 2008. február 12-én került a boltokba, két nappal a film megjelenése előtt, azonban fogadtatása kiemelkedően gyengének bizonyult.

## Folytatás
A film anyagi sikerén felbuzdulva Doug Liman egy interjúban a folytatásban rejlő lehetőségeket boncolgatta. Ezek között szerepelt, hogy a hipervándorok képesek az időutazásra és elérni más bolygókat, illetve hogy különösen alkalmasak a kémkedésre. Emellett azt is elárulta, hogy a Rachel Bilson által játszott Millie is megtanulja a vándorlást, akárcsak Gould könyvének folytatásában, a Reflexben.